# Rebel Yell (canção)

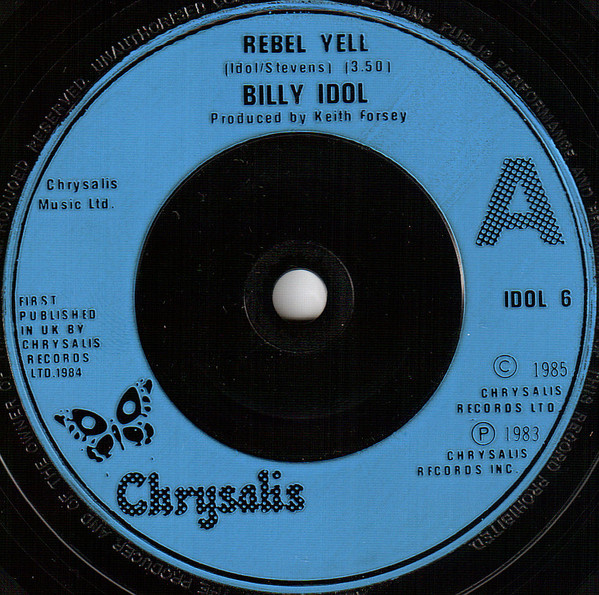
Rebel Yell" de Billy Idol; escudo do disco de vinil.

"Rebel Yell" é uma canção do músico britânico Billy Idol. Faixa-título de seu álbum de 1983, foi lançada como single em 24 de outubro de 1983. Chegou ao terceiro lugar na Nova Zelândia e ao sétimo na Austrália. Foi eleita a 79ª melhor canção de hard rock em uma votação pública realizada pelo canal VH1 em 2009.

## Composição
Em uma apresentação televisionada no VH1 Storytellers, Idol afirmou ter ido a uma festa onde Mick Jagger, Keith Richards e Ronnie Wood dos The Rolling Stones estavam bebendo uísque Bourbon da marca estadunidense "Rebel Yell". Ele não conhecia a marca, mas gostou do nome e decidiu usá-lo em uma canção.
A canção foi composta em parceria com o guitarrista Steve Stevens. A introdução instrumental, que soa como uma combinação de guitarra elétrica e teclado eletrônico, foi feita por Stevens apenas na guitarra, com a intenção que soasse dessa forma. Ele afirma que se inspirou no estilo do violonista Leo Kottke.

## Prêmios e indicações
| Ano  | Prêmio       | Categoria                         | Resultado | Ref.        |
| ---- | ------------ | --------------------------------- | --------- | ----------- |
| 1985 | Grammy Award | Melhor Performance Rock Masculina | Indicado  | [ 6 ] [ 7 ] |